# Карбополы
Карбополы (Редкосшитые Акриловые Полимеры — РАП) — производные акриловой кислоты, из которых при определенных условиях и с использованием определенных методов, получают гели, которые используются в фармации в качестве основ для мягких лекарственных форм. В США и Европе карбополы принято называть карбомерами.
РАПы бывают нескольких видов: Карбополы, Пемулены и Новеоны:
Карбополы гомополимеры — полимеры акриловой кислоты с аллилсахарозой или аллилпентаэритритом.
Карбополы сополимеры и Пемулены — полимеры акриловой кислоты, модифицированные длинной цепочкой (С10-С30) алкилакрилатов и сшитые с аллилпентаэритритом.
Новеоны — кальциевая соль и кислотная форма — полимеры акриловой кислоты с дивинилгликолем.
Но чаще всего, когда говорят о РАП, имеют в виду именно карбополы гомополимеры.
По Европейской фармакопее — это полимеры акриловой кислоты, поперечно сшитые полиалкильными эфирами сахаров или полиспиртов.

Порошок полимера «Ареспол»

В настоящее время существует большое количество различных марок РАП, большинство из них производится за рубежом, в России налажен выпуск полимеров марок «Ареспол» и «мАРС-06». Первым в России РАПы изучал К. В. Алексеев, синтезировавший оригинальный полимер САКАП и др., однако в настоящее время этот полимер не используется. Практически все исследования российских РАП связаны с изучением свойств Ареспола, разработанного этим же автором.
Карбополы как класс были впервые описаны в литературе в 1955 году. На сегодняшний день они широко используются в производстве мягких, жидких и твёрдых лекарственных форм.

## Описание, достоинства, анализ
Все РАП получают на основе акриловой кислоты. Главное отличие между полимерами различных марок заключается в соотношении количеств сополимеров и количестве поперечных сшивок. Небольшое изменение их числа позволяет получать большое количество различных РАП со специфическими свойствами без существенного изменения их молекулярной структуры. Полимеры представляют собой эфир гомополимеров акриловой кислоты поперечно сшитых аллилсахарозой, аллилпентаэритритом или дивинилгликолем. Теоретически рассчитанная молекулярная масса этих полимеров находится в пределах от 700.000 до 3-4 миллиардов, однако методы определения реальной молекулярной массы РАП отсутствуют. Повторяющийся фрагмент РАП (см. рис.) имеет молекулярную массу от 72 до 78. РАП содержат не менее 56 % и не более 68 % карбоксильных групп в пересчёте на сухое вещество.

Формула повторяющегося фрагмента РАП

По внешнему виду РАП представляют собой белые хлопьевидные гигроскопичные порошки слабокислой реакции, набухающие в воде и других полярных растворителях после диспергирования и образующие стабильные гели при нейтрализации растворами веществ основного характера или при взаимодействии с полиолами., Объёмная плотность РАП примерно равна 208 кг/м³, температура стеклования 100—105 °C (она снижается при увлажнении полимера). В среднем, размер частиц твёрдого полимера равен приблизительно 2-7 мкм, а каждая частица представляет собой трёхмерную сетчатую структуру из сплетённых цепей полимера. Плотность полимеров равна 1,39-1,41 кг/м³. Набухание в воде для кислых форм полимера достигает 150 %, для натриевых солей — 250 %. Величина рН 1 % водной дисперсии кислых форм равна 2,5 — 3,5. При значениях рН>6, карбоксильные группы полимера ионизируются, в результате чего между отрицательно заряженными частицами происходит отталкивание, приводящее к набуханию полимера и распрямлению цепи.
Достоинства РАП: высокая вязкость гелей при низких концентрациях полимера; термическая и микробиологическая устойчивость; стабильность и химическая стойкость при хранении; совместимость со многими лекарственными веществами; возможность получения гелей с широким диапазоном рН от 4 до 10; лёгкость контроля вязкостных свойств получаемых гелей; отличные суспендирующие свойства; способность стабилизировать эмульсии I и II рода; гипоаллергенность; тиксотропность, облегчающая их экструзию из туб; лёгкость нанесения и удаления с поверхности кожи; высокая абсорбция лекарственных веществ.
Идентификация карбополов производится различными методами. Европейская фармакопея в качестве основного испытания на подлинность предлагает инфракрасную абсорбционную спектрофотометрию. Спектр имеет главные полосы при 2960 см−1, 1720 см−1, 1455 см−1, 1415 см−1, 1250 см−1, 1175 см−1 и 800 см−1. Самая интенсивная из них — при 1720 см−1.
Дополнительные испытания на подлинность:
- лёгкое образование геля при добавлении к 1 % дисперсии полимера 1М раствора натрия гидроксида до рН 7,50
- образование белого осадка при добавлении к гелю 10 % раствора кальция хлорида
- появление оранжевого окрашивания при добавлении к 1 % дисперсии полимера раствора тимолового синего
- появление жёлтого окрашивания при добавлении в 1 % дисперсии полимера раствора крезолового красного

Европейская и Британская национальные фармакопеи в общей статье «Карбомеры» (Carbomers) регламентируют наличие свободной акриловой кислоты (не более 0,25 %, определяется жидкостной хроматографией), бензола (определяется общим методом определения остаточных растворителей), тяжёлых металлов (не более 10 ppm свинца), сульфатной золы (не более 4 % в 1 г навески), а также потерю в массе при высушивании, которая не должна превышать 2 %.

Схема нейтрализации РАП (3 этапа)

## Механизмы загущения и нейтрализующие агенты
Карбополы являются очень слабыми кислотами и довольно легко переходят в соли. В зависимости от концентрации, водные дисперсии РАП имеют величину рН от 2,8 до 3,3. Чем выше концентрация полимера в дисперсии, тем ниже значение рН из-за бо́льшего количества карбоксильных групп (-COOH).
Известно два механизма загущения РАП. Наиболее простой — превращение РАП-кислоты в соответствующую соль путём нейтрализации растворами веществ основного характера: гидроксида натрия, калия, аммония и др. Слабо полярные или неполярные системы растворителей могут быть нейтрализованы аминами. При таком механизме нейтрализации свёрнутая в клубок молекула разворачивается и вызывает немедленное загущение.
Второй механизм связан с применением донора гидроксила для введения в РАП. Комбинация донора карбоксила с одним или несколькими донорами гидроксила вызывает загущение вследствие образования водородных связей. Значение рН подобных систем, как правило, невелико.

## Марки карбополов и лекарственные формы на их основе
В настоящее время в России (в частности на кафедре аптечной технологии лекарств (АТЛ) СПХФУ) проводятся исследования свойств следующих полимеров:
- Ultrez 10 (Бельгия)

Белый аморфный хлопьевидный порошок без запаха.
- Carbopol ETD 2020 (ETD = Easier to Disperse — Более Легко Диспергируемые)

По химической природе является гомополимером и сополимером акриловой кислоты, сшитый с полиалкенилполиэфиром. Белый хлопьевидный порошок без запаха, практически не растворим в неполярных органических растворителях. Гигроскопичен. Вязкость 1 % водных гелей не менее 45-77 Пз.
- Carbopol ETD 2001 (Германия)

Поперечносшитый полимер полиакриловой кислоты, очень легко набухающий в воде. Белый мелкодисперсный порошок без запаха, практически не растворим в неполярных органических растворителях, набухает с образованием гелей в воде и полярных органических растворителях, мало склонен к образованию комков. Имеет небольшие значения вязкости до нейтрализации. Предназначен для получения водных и водно-спиртовых гелей для наружного применения. Используется в водных системах и системах растворителей. Малотоксичен.
- Carbopol 940 (Synthalen K) (Германия)

Белый тонкий порошок. Значение рН 0,5 % водной дисперсии равно 2,7-3,5.
- Carbopol 934 (Synthalen M) (Германия)  Белый тонкий порошок. Значение рН 0,5 % водной дисперсии равно 2,7-3,5.
- Carbopol 941 (Synthalen L) (Германия)

Белый тонкий порошок. Значение рН 0,5 % водной дисперсии равно 2,7-3,5.
- Ареспол (Россия)

Белый мелкодисперсный порошок со слабым запахом акриловой кислоты. Практически нерастворим в неполярных органических растворителях, набухает с образованием гелей в воде и полярных органических растворителях. Обладает слабым раздражающим действием на слизистую. Водная суспензия полимера имеет величину рН 3,5 в концентрации 0,2 %. Количеством нейтрализующего агента можно регулировать рН от 5 до 8. Предназначен для загущения полярных жидкостей.
- мАРС-06 (ФГУП НИИ Полимеров им. Академика В. А. Каргина) Белый или бело-розовый аморфный гигроскопичный порошок. В настоящее время используется большей частью для покрытия таблеток оболочкой.
- FLOGEL 700 (Франция) INCI: carbomer. Представляет собой сшитую полиакриловую кислоту. Продукт в виде белого порошка. рН 0,5% водной дисперсии 3,0.

Основные функции:
- Сгущение в пределах широкого диапазона вязкости и придание желаемых свойств текучему материалу.
- Стабилизация твёрдых частиц в суспензии.
- Стабилизация эмульсии.

## См.также
- Гидрофильные мазевые основы
- Гель (лекарственная форма)